# La sección Anderson
La sección Anderson (en francés original: La section Anderson; en inglés: The Anderson Platoon) es un documental  sobre la guerra de Vietnam estrenado el 3 de febrero de 1967 en Francia, y el 10 de abril de 1968 en los Estados Unidos, escrito, dirigido y producido por Pierre Schoendoerffer. Recibe su título del protagonista del filme, el teniente Joseph B. Anderson, líder de una sección del Ejército de los Estados Unidos durante la guerra de Vietnam. Dos décadas más tarde, se estrenó una secuela del filme con el título Reminiscence (1989).

## Sinopsis
El 1 de agosto de 1965, la 1.ª División de Caballería Aérea de los Estados Unidos es enviada a Vietnam del Sur. Un año después, en septiembre de 1966, Pierre Schoendorffer, camarógrafo de guerra francés y veterano de la guerra de Indochina, regresa a Vietnam para unirse a ellos y seguir la progresión de los treinta y tres soldados estadounidenses de la sección dirigida por el teniente Joseph B. Anderson durante 6 semanas.

## Recepción
El documental se proyectó en más de 20 países y ganó varios premios, incluyendo el Óscar a la mejor película documental de 1967.

### Premios
- 1967: Prix Italia al Programa Dramático Original[2]
- 1968: Premio Emmy al mejor documental de 1967 [cita requerida]
- 1967: Premio de la Academia a la mejor película documental[1]
- 1968: Premio al Mérito (BBC) [cita requerida]

### Comentarios de Joseph B. Anderson
Algún tiempo después del estreno, el entonces capitán Joseph B. Anderson, Jr., líder de la unidad protagonista del filme y cuyo nombre da título a la película, hizo algunos comentarios sobre la misma (y sobre su experiencia en Vietnam y, en general, en el Ejército de los Estados Unidos) para el libro de Wallace Terry Bloods: An Oral History of the Vietnam War (1984).

En la página 227, refiriéndose a  Pierre Schoendoerffer, comenta:
Después de visitar diferentes operaciones en todo el país, tanto del Ejército como de la Armada, se instaló en el 1.º de Caballería debido al nuevo enfoque de nuestra movilidad aérea, o la orientación de los helicópteros. Y terminó con mi pelotón debido a su mezcla racial —teníamos indios americanos y méxico-americanos—, a nuestro éxito en la búsqueda del pelotón perdido, mi formación en West Point y la capacidad de hablar francés. Él y el equipo de filmación se quedaron con nosotros día y noche durante seis semanas, filmando todo lo que hacíamos. Hablaban muy bien el inglés y yo no hablaba suficiente francés. Y Schoendoerffer tenía tanto conocimiento y experiencia sobre la guerra como cualquiera de nosotros. La película se llamaría The Anderson Platoon. Y nos haría famosos.:227
Anderson también habla de la muerte por fuego amigo de un soldado blanco llamado Shannon, de California, que aparece en la película en el minuto 6:50 aproximadamente. Anderson afirma: «Escribí una carta a sus padres, diciéndoles que hizo un trabajo excepcionalmente bueno. No describí las circunstancias en que murió, porque se nos ordenó que no pusiéramos ese tipo de detalles en las cartas, fuese cual fuese el caso». Continúa: «La película describe la granada como una granada enemiga. Lo cual no es la verdadera circunstancia».:230
En la página 233, el capitán Anderson anota: «Pasé mis últimos meses en el campo base de An Khe, como ayudante del comandante general. Ser presentado en el pelotón Anderson obviamente ayudó a mi carrera».:233

## Secuela
En 1989 se estrenó una secuela de La sección Anderson titulada Reminiscence (en español: Reminiscencia), un documental para televisión donde se muestra el encuentro de Schoendoerffer con los supervivientes del pelotón veinte años después de los eventos narrados en el documental original.